# Rejon almietjewski
Rejon almietjewski (ros. Альметьевский райо́н, tatar. Әлмәт районы) – rejon w należącej do Rosji autonomicznej republice Tatarstanu.
Rejon leży w południowej części kraju; jego ośrodkiem administracyjnym jest miasto Almietjewsk. Rejon ma powierzchnię 2542,93 km²; zamieszkuje go 213 235 osób (wg danych na rok 2021).

## Geografia

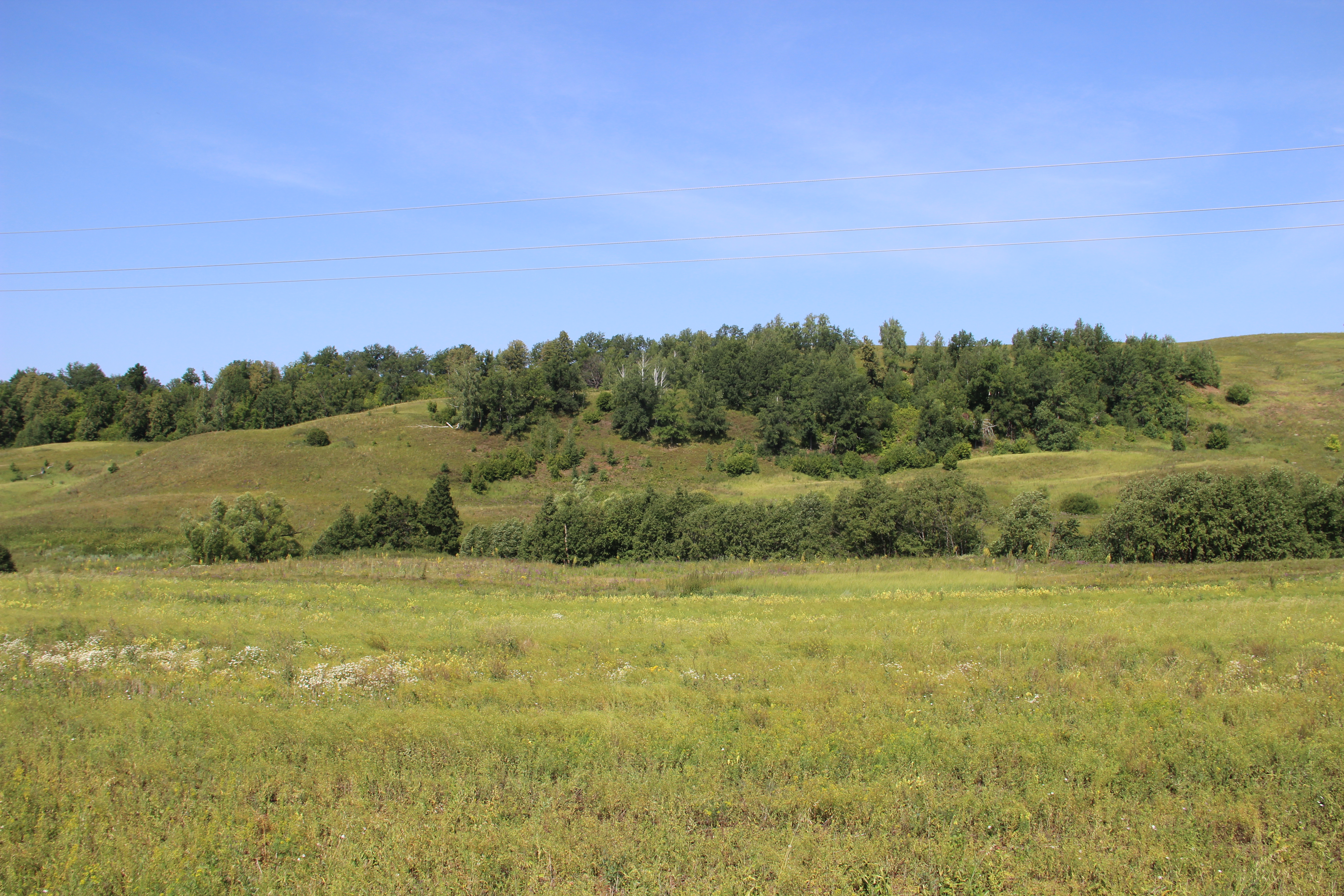

Okręg almietjewski znajduje się w południowej części Republiki Tatarstanu. Od strony północnej graniczy z obwodami: sarmanowskim, zaińskim i niżniekamskim, od zachodu z obwodami: nowoszeszmińskim i czeriemszańskim, od opłudnia z obwodami: leninogorskim i bugulmińskim, zaś od wschodu z obwodem aznakajewskim.